# Bats 2: Human Harvest
Bats 2: Human Harvest (titulada Murciélagos 2: cosecha humana en Hispanoamérica) es una película de terror y ciencia ficción del 2007, dirigida por Jamie Dixon y protagonizada por David Chokachi, Michael Jace y Pollyanna McIntosh, siendo la secuela de Bats de 1999.

## Argumento
8 años después de los sucesos de la película original, un grupo de soldados de la Fuerza Delta, acompañados por la agente de la CIA rusa Katya Zemanova (Pollyanna McIntosh), son enviados al bosque de Belzan, en Chechenia, en busca de un creador de armas biológicas, el Dr. Benton Walsh. Mientras buscan el campamento de Walsh, son atacados por murciélagos carnívoros genéticamente alterados creados por Walsh. Los sobrevivientes intentan llegar a la extracción de helicópteros, pero se enfrentan a varios desafíos, incluidos los rebeldes chechenos.
La mayor parte de la fuerza fue asesinada durante la misión junto con otros grupos de rebeldes, y solo cuatro miembros de la fuerza Delta, incluido el Capitán Russo, logran sobrevivir. Russo, el líder, finalmente descubre a Walsh, quien se ha vuelto "inmune" a los murciélagos al inyectarle químicos especiales. Russo mata al médico y regresa al campamento rebelde, usando un micrófono de alta potencia para enviar ruidos para atraer a los murciélagos de regreso al campamento, donde enciende los tanques de combustible y explota el campamento, matando a todos los murciélagos excepto uno que sobrevive al final de la película, volando del carro de un granjero. Russo, Downey y Katya escapan.

## Reparto
- David Chokachi como Capitán Russo.
- Michael Jace como Martinez.
- Pollyanna McIntosh como Katya Zemanova.
- Marty Papazian como Downey.
- Melissa De Sousa como teniente O'Neal.
- Tomas Arana como Dr. Benton Walsh.